# Championnat du Mali de football 2024-2025
Navigation
Saison précédente Saison suivante
La saison 2024-2025 du Championnat du Mali de football est la 55e édition de la première division malienne, la Ligue 1.
Les quatorze clubs engagés sont regroupés au sein d'une poule unique et s'affrontent deux fois, à domicile et à l'extérieur. Les deux derniers du classement final sont relégués et remplacés par les deux meilleures formations de deuxième division.
Le Djoliba AC est le tenant du titre.

## Déroulement de la saison
Le championnat passe cette saison de 16 à 14 équipes, il y aura en fin de saison deux clubs relégués.
Le vainqueur du championnat se qualifie pour la Ligue des champions de la CAF 2025-2026. Le vainqueur de la Coupe du Mali est qualifié pour la Coupe de la confédération 2025-2026.
En fin de saison, le Stade malien termine à la première place et remporte son 21e titre depuis la création du championnat national et le 24e titre de son histoire.
La saison est marquée par la mort de Mamadou Mery Koné un joueur de l'US Bougouba, mort pendant un match  lors de la 22e journée d'une crise cardiaque.

## Les clubs participants
- Djoliba AC
- AS Real Bamako
- AS Bakaridjan
- Stade malien
- Onze Créateurs de Niaréla
- USFAS Bamako
- US Bougouni
- Association sportive de la Police de Bamako
- Association sportive de Korofina
- Afrique Football Elite
- Binga Football Club
- US Bougouba
- Étoiles Mandé - promu de deuxième division
- FC Diarra - promu de deuxième division

## Compétition
Le barème de points servant à établir le classement se décompose ainsi :
- Victoire : 3 points
- Match nul : 1 point
- Défaite : 0 point

### Classement
| Rang | Équipe                    | Pts | J  | G  | N  | P  | Bp | Bc | Diff |
| ---- | ------------------------- | --- | -- | -- | -- | -- | -- | -- | ---- |
| 1    | Stade malien C            | 58  | 30 | 17 | 7  | 2  | 46 | 12 | +34  |
| 2    | Djoliba AC T              | 54  | 30 | 15 | 9  | 2  | 45 | 14 | +31  |
| 3    | USFAS Bamako              | 44  | 30 | 12 | 8  | 6  | 33 | 25 | +8   |
| 4    | AS Real Bamako            | 41  | 30 | 11 | 8  | 7  | 33 | 22 | +11  |
| 5    | Onze Créateurs de Niaréla | 41  | 30 | 12 | 5  | 9  | 30 | 28 | +2   |
| 6    | AS Bakaridjan             | 36  | 30 | 9  | 9  | 8  | 20 | 21 | -1   |
| 7    | Binga FC                  | 32  | 30 | 7  | 11 | 8  | 32 | 34 | -2   |
| 8    | US Bougouba               | 32  | 30 | 9  | 5  | 12 | 35 | 38 | -3   |
| 9    | AS Police                 | 30  | 30 | 8  | 6  | 12 | 24 | 35 | -11  |
| 10   | Afrique Football Elite    | 30  | 30 | 7  | 9  | 10 | 23 | 25 | -2   |
| 11   | US Bougouni               | 27  | 30 | 7  | 6  | 13 | 13 | 30 | -17  |
| 12   | AS de Korofina            | 25  | 30 | 6  | 7  | 13 | 16 | 30 | -14  |
| 13   | FC Diarra P               | 22  | 30 | 4  | 10 | 12 | 24 | 38 | -14  |
| 14   | Étoiles Mandé P           | 21  | 30 | 5  | 6  | 15 | 18 | 40 | -22  |

|  | Qualification pour la Ligue des champions de la CAF 2025-2026 |
|  | Qualification pour la Coupe de la confédération 2025-2026     |
|  | Relégation en Deuxième division                               |
|  | T Tenant du titre P : Promu                                   |

- Comme le Stade malien gagne également la Coupe du Mali, le vice-champion est qualifié pour la Coupe de la confédération 2025-2026[4].

## Bilan de la saison
| Championnat du Mali de football 2024-2025 |                          |
| Champion                                  | Stade malien (24e titre) |
| Coupes et trophées                        |                          |
| Vainqueur de la Coupe du Mali 2024-2025   | Stade malien             |
| Qualifications continentales              |                          |
| Ligue des champions de la CAF 2025-2026   | Stade malien             |
| Coupe de la confédération 2025-2026       | Djoliba AC               |
| Promotions et relégations                 |                          |
| Promus en Ligue 1                         |                          |
| Relégués en Ligue 2                       | FC Diarra                |
| Relégués en Ligue 2                       | Étoiles Mandé            |